# Bahnhofstraße 54 (Bad Suderode)

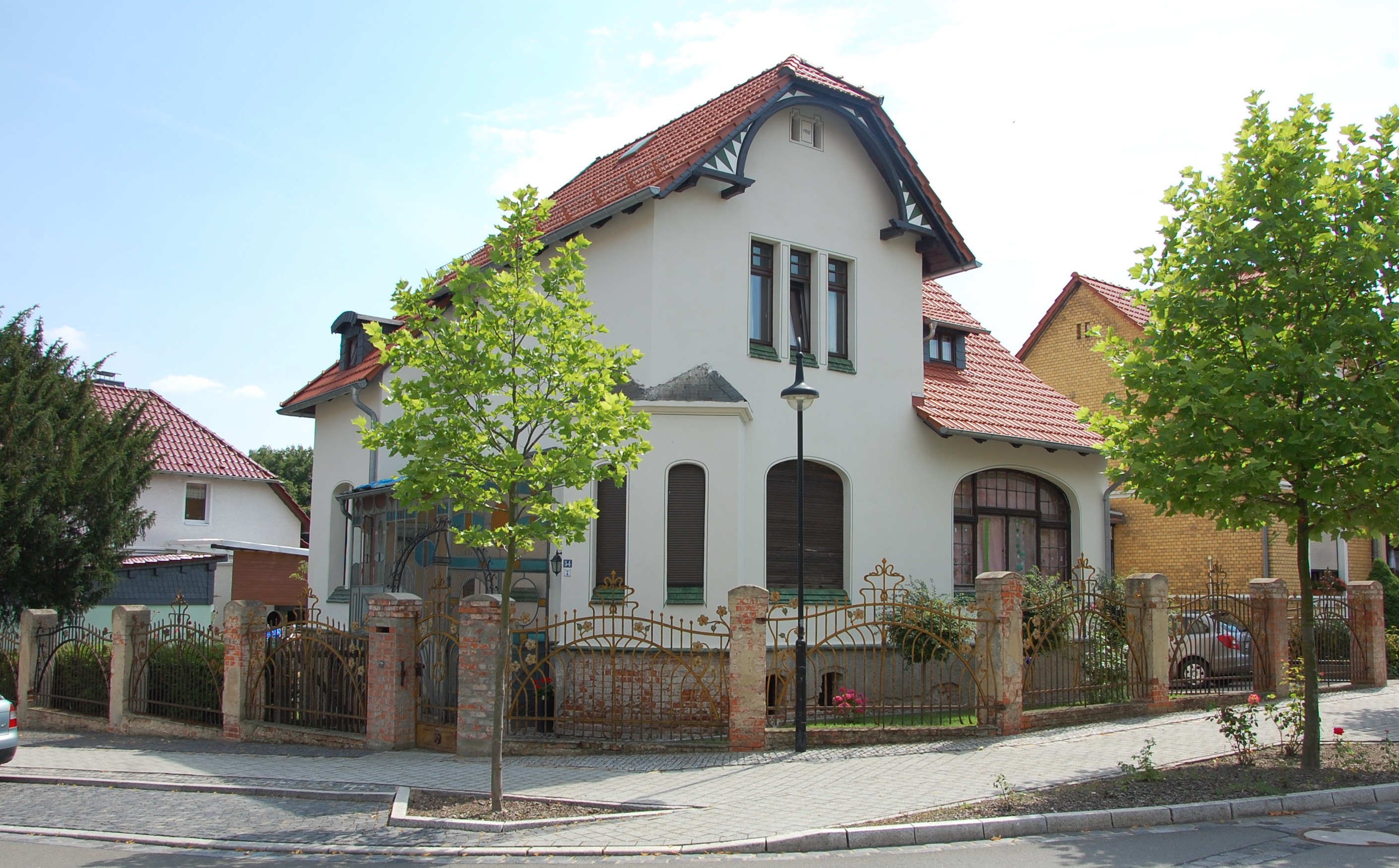
Haus Bahnhofstraße 54

Das Haus Bahnhofstraße 54 ist ein denkmalgeschütztes Gebäude im zur Stadt Quedlinburg in Sachsen-Anhalt gehörenden Ortsteil Bad Suderode.

## Lage
Es befindet sich im nördlichen Teil der Bahnhofstraße in einer Ecklage, nördlich des Ortszentrums von Bad Suderode und ist im örtlichen Denkmalverzeichnis als Villa eingetragen.

## Architektur und Geschichte
Der verputzte Bau entstand in der Zeit um das Jahr 1905. Die Gestaltung erfolgte im Jugendstil, wobei jedoch an der Fassade auf entsprechende Schmuckelemente verzichtet wurde. Als zierende Elemente findet sich jedoch der Einsatz von Buntverglasung. Bemerkenswert ist die schmiedeeiserne Grundstückseinfassung.